# European Bat lyssavirus 1
Европейский лизавирус летучих мышей 1 (EBLV-1) является одним из трех вирусоподобных агентов бешенства рода Лизавирус, обнаруженных у серотиновых летучих мышей (Eptesicus serotinus) в Испании. Штаммы EBLV-1 были идентифицированы как EBLV-1a и EBLV-1b. EBLV-1a был выделен из летучих мышей, найденных в Нидерландах и России, в то время как EBLV-1b был обнаружен у летучих мышей во Франции, Нидерландах и Иберии. Летучие мыши E.isabellinus являются резервуаром EBLV-1b на Пиренейском полуострове. В период с 1977 по 2010 год в Бюллетень Всемирной организации здравоохранения (ВОЗ) по бешенству было сообщено о 959 случаях бешенства летучих мышей EBLV-1.[1][2][3][4]